# Rolandstraße 67 (Bonn)

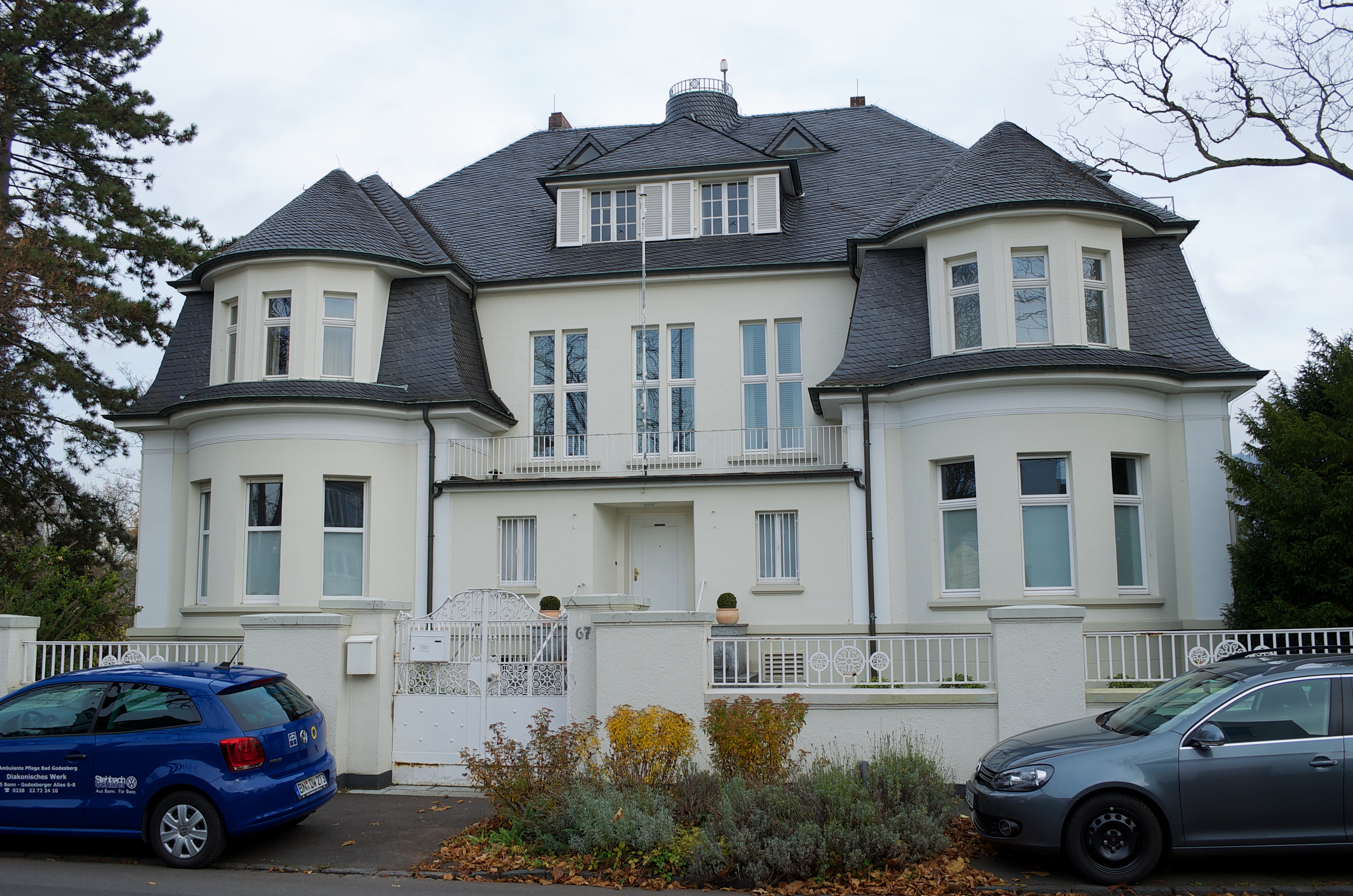
Villa Rolandstraße 67, Straßenfront

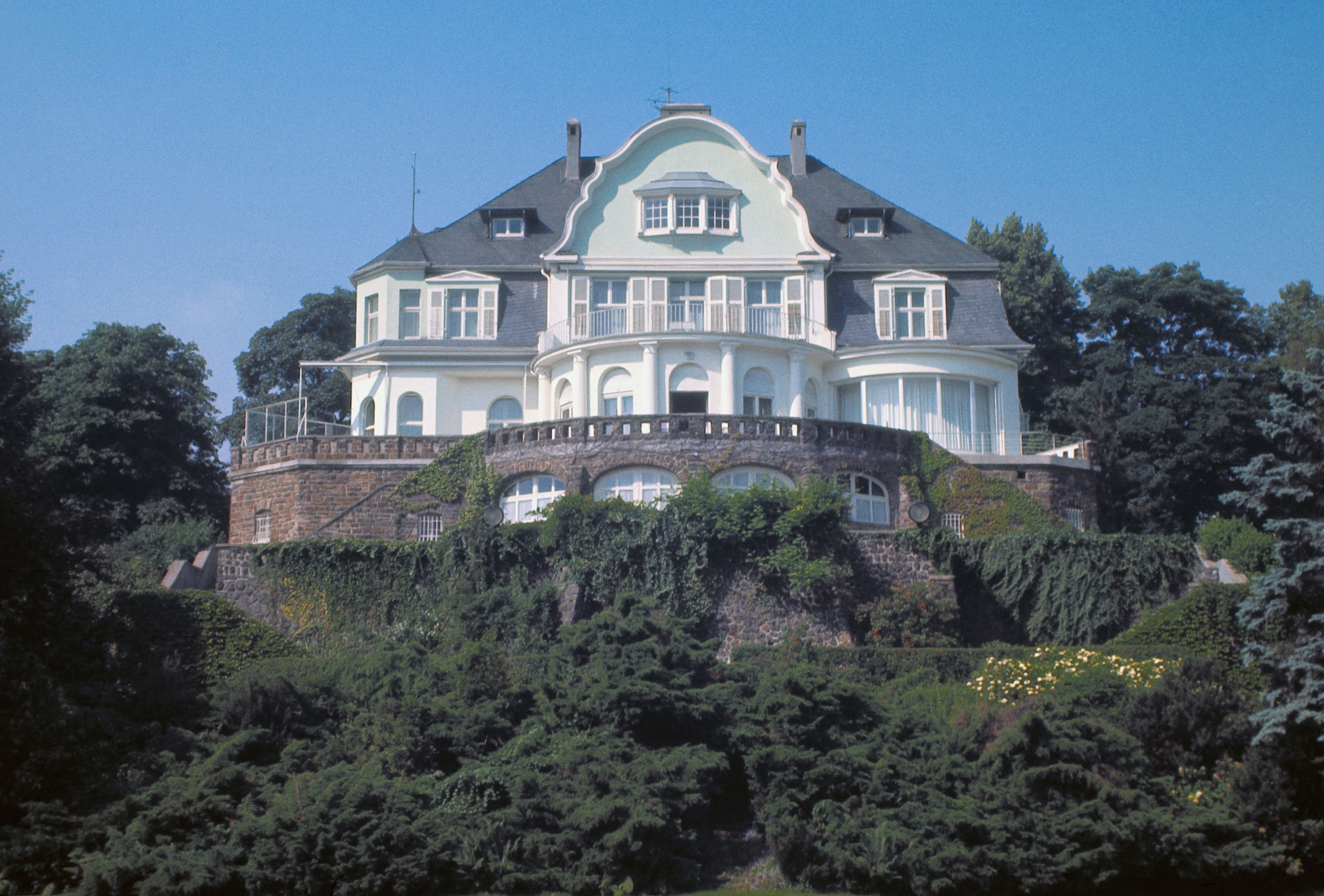
Rheinfront

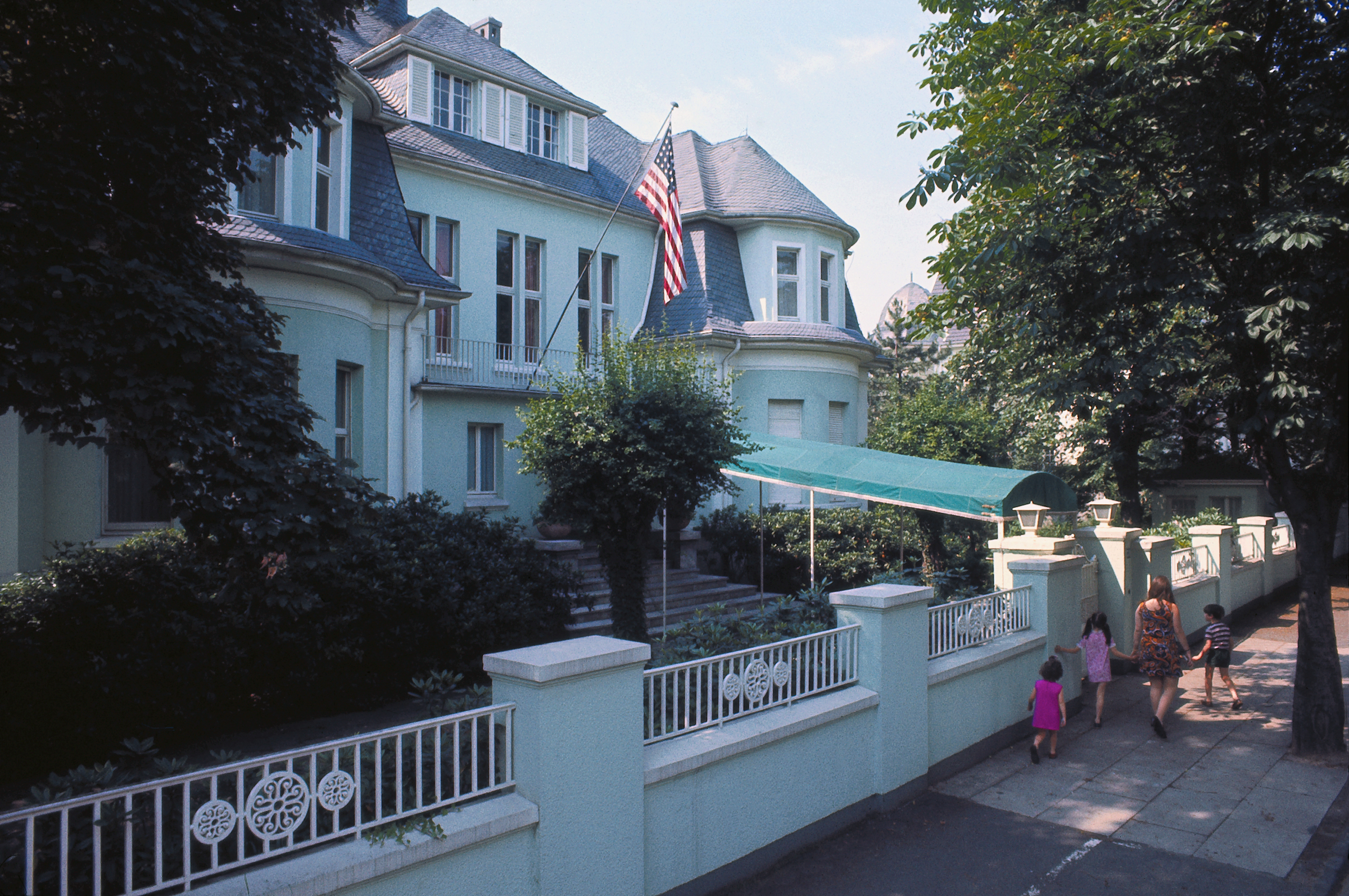
Eingang Botschafterresidenz, 1969

Das Gebäude Rolandstraße 67 ist eine Villa in Rüngsdorf, einem Ortsteil des Bonner Stadtbezirks Bad Godesberg, die 1922 errichtet wurde. Sie liegt an der Rolandstraße mit einer bis zum Rheinufer reichenden Parkanlage. Die Villa steht als Baudenkmal unter Denkmalschutz und war von 1951 bis 1955 Residenz des Hochkommissars sowie anschließend bis 1999 des Botschafters der Vereinigten Staaten in der Bundesrepublik Deutschland.

## Geschichte
Die Villa entstand 1922 für den Bauherrn Otto Borcke nach einem Entwurf des Godesberger Architekten Karl Schwarz. 1936 wurde im rückwärtigen Garbenbereich ein Schwimmbecken gebaut.
Am Ende des Zweiten Weltkriegs war die Villa an den Godesberger Unternehmer Hans Ringsdorff vermietet. Ab Ende Februar 1945 stellte er sie dem Schweizer Generalkonsul Franz-Rudolf von Weiss zur Verfügung, der das Haus am 7. März mit einigen Mitarbeitern als offiziellen Sitz des Generalkonsulats bezog und hier gemeinsam mit seiner Frau und zwei Konsularbeamten wohnte. Am 27. September 1945 durchsuchte die britische Militärpolizei das Anwesen, sowohl den durch von Weiss als auch den von Ringsdorff bewohnten Hausteil. Dagegen legte die Schweizer Regierung eine Protestnote ein.
Nach Kriegsende meldete die Familie von Borcke die Immobilie bei der Landeswohnungsstelle Nordrhein-Westfalen aufgrund finanzieller Probleme zum Verkauf an. Auf diese Weise gelangte sie 1949 ins Blickfeld der US-amerikanischen Hochkommission, die auf der Suche nach passenden Objekten für die Residenz des stellvertretenden Hochkommissars General Hays war. Nach einer Besichtigung im November 1949 entschied man sich, einem besonderen Wunsch von Hays Ehefrau folgend, aufgrund der modernen Bauweise und des guten Erhaltungszustands für die Villa Borcke. Dabei machte die Hochkommission, obwohl die Villa zum Kauf bereitstand, gegen den Widerstand deutscher Stellen von ihren Sonderrechten Gebrauch und beschlagnahmte sie auf Anordnung vom 8. mit Wirkung zum 22. Dezember 1949. Während Hans Ringsdorff als Hauptmieter die Villa rechtzeitig in Erwartung der Beschlagnahme verließ, musste gegen den ebenfalls seit wenigen Monaten hier wohnenden seinerzeitigen Korrespondenten einer amerikanischen Nachrichtenagentur, Rüdiger von Wechmar, eine Zwangsräumung durchgeführt werden. 1950 wurden der Villa Garagenanbauten angefügt.
Am 1. Juni 1951 erwarb die US-Regierung die Villa für 350.000 D-Mark und ließ sie anschließend bei Kosten von 650.000 D-Mark umbauen. Zu diesem Zeitpunkt hatte der US-Hochkommissar John Jay McCloy das Anwesen bezogen, nachdem sein Stellvertreter Hays nach Österreich versetzt worden war. Nach Ende des Besatzungsstatuts am 5. Mai 1955 verblieb die Villa im Besitz der USA, nunmehr als Residenz des Botschafters in der Bundesrepublik Deutschland. Im Zuge der Verlegung des Regierungssitzes zog die Botschaft im Sommer 1999 nach Berlin um. Die vormalige Residenz befand sich nun im Eigentum der Bundesrepublik Deutschland und wurde Anfang 2003 vom Bundesvermögensamt mit einer zugehörigen Grundstücksfläche von über 10.000 m² in Privatbesitz verkauft.
Die Eintragung der Villa einschließlich des Parks in die Denkmalliste der Stadt Bonn erfolgte am 9. Februar 2001. Als Teil des Anwesens unter Schutz stehen auch der Vorgarten mit originaler Einfriedung sowie im Park eine Pergola und der historische Baumbestand.

## Architektur
Die Villa ist ein eingeschossiger Putzbau mit hohem Sockelgeschoss, einem zweigeschossigen Mittelbau sowie einem verschieferten, abgewalmten Mansarddach. Die Straßenfront besitzt fünf Fensterachsen mit Seitenrisaliten in Form von Ausluchten auf halbrundem Grundriss sowie einen Balkon. An der zum Park und zum Rhein hin ausgerichteten Ostseite sind die drei mittleren Achsen als Mittelrisalit vorgezogen. Dieser gliedert sich in eine halbrunde Auslucht mit fünf Wandöffnungen im Erdgeschoss, einen auf dieser aufsitzenden Balkon mit Balusterbrüstung sowie einen geschweiften Zwerchhausgiebel als oberen Abschluss. Die zum Park hin gelegene Terrasse wird von einer massiven Stützmauer mit Grauwacke-Verblendung abgestützt.
Der Vorgarten besitzt eine im ursprünglichen Zustand erhaltene Einfriedung, die aus einer massiven Brüstung mit Pfeilern und Gittern besteht. Nach Süden und Osten schließt sich ein bis zum Rheinufer (John-J.-McCloy-Ufer) reichender und nach dorthin abfallender Park mit originalen Wegeführungen an. Auf dem rückwärtigen Teil des Geländes befindet sich eine massive Pergola mit Laube. Der Park weist einen historischen Baumbestand auf.

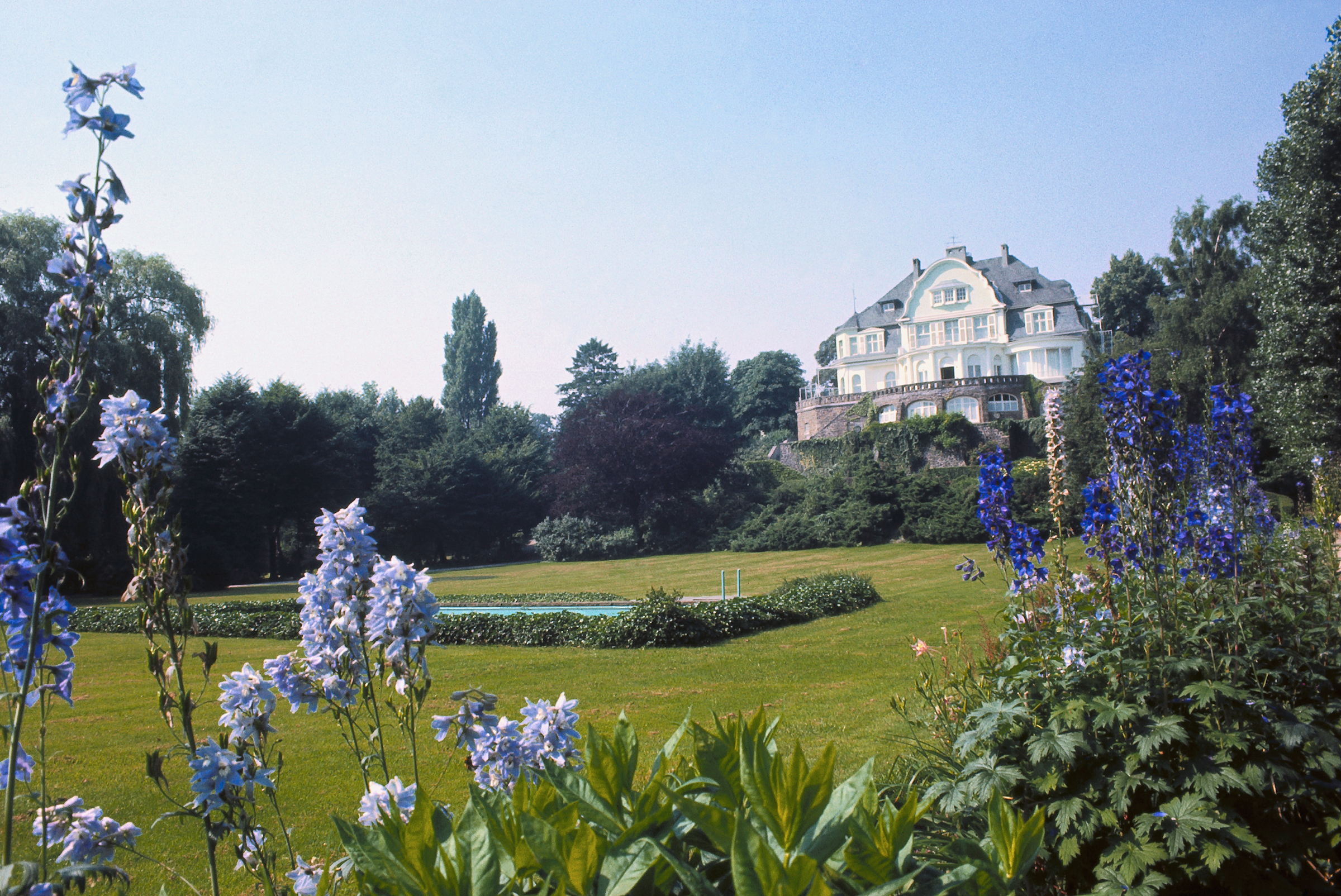
Blick über den Park zur Villa